# Jean-Michel Jarre koncertjeinek listája
Ez a lista Jean-Michel Jarre koncertjeit sorolja fel.

## AOR Opera
- 1971. október 21.
- Opéra De Paris, Palais Garnier, Párizs, Franciaország
- Résztvevők: 2000 ember

Az első elektro-akusztikus opera.

## Place de la Concorde
- 1979. július 14.
- Franciaország, Párizs
- Résztvevők: 1 millió ember
- Először kerül be a Guinness Rekordok könyvébe.

Az ingyenes koncerten a Concorde téren, a szervezők nem kis meglepetésére 1 millió ember gyűlt össze. A koncertet többször leadták a televízióban illetve kiadták VHS kazettán.
Számlista
- Equinoxe 1
- Oxygène 1
- Oxygène 2
- Oxygène 5
- Equinoxe 2
- Equinoxe 3
- Equinoxe 4
- Equinoxe 8
- Equinoxe 7
- Equinoxe 4
- Equinoxe 5
- Oxygène 4

## Kínaikoncertek
- 1981. október 21. és 22. Peking
- 1981. október 26. és 28. Sanghaj
- Közönség: 120 000 ember
- Az első nyugati zenész koncertje a kommunista Kínában.

Külön, erre az alkalomra írt több számot: Arpegiator, Fishing Junks At Sunset, Nuit á Shanghai, Orient Express, Souvenir de Chine. Itt szerepel elsőként a lézerhárfa.
A koncert megjelent VHS kazettán illetve nem hivatalosan Ausztráliában kiadták DVD-n.
A koncertfilm, Kínát, a kínai kultúrát, a technikát, a történelmet, a társadalmat is bemutatja. A koncerten felsorakoztatott technika erős kontrasztja az akkori kínai, kommunista munkás országnak.
Más variációkban az alábbi számok szólalnak meg a koncerteken:
Számlista
- Oxygène 1
- Oxygène 2
- Equinoxe 4
- Equinoxe 5
- Equinoxe 7
- Equinoxe 8
- Arpegiator
- Fishing Junks At Sunset
- Magnetic Fields 1
- Magnetic Fields 2
- Magnetic Fields 3
- Magnetic Fields 4
- Laser Harp
- Nuit à Shanghai
- Orient Express
- La Dernière Rhumba
- Souvenir de Chine

## Rendez-vous Houston
- 1986. április 5.
- Houston, Amerikai Egyesült Államok
- Közönség: 1,5 millió ember
- Másodszorra kerül be a Guinness Rekordok Könyvébe.

Texas állam és Houston város 150. évfordulójára, illetve a NASA 25. évfordulójára rendezték az ingyenes koncertet. A Challenger-katasztrófa miatt Jarre le akarta mondani a koncertet, de végül a koncerttel emléket állítottak a Challenger-katasztrófa áldozatainak, köztük Ron McNairnek, Jarre jó barátjának, aki a Last Rendez-vous című szám alatt a szaxofon szólót az űrben játszotta volna el. Az ő tiszteletére nevezte át Jarre a szám címét Ron’s Piece-re.
A lézerhárfa is megszólal a rengeteg hangszer között.
A koncertet VHS kazettán kiadták és a koncert számai közül sokat használtak fel az In Concert Houston / Lyon koncertalbumhoz.
Számlista
- Ethnicolor
- Oxygène 1
- Oxygène 2
- Oxygène 4
- Equinoxe 7
- Souvenir of China
- Equinoxe 4
- Equinoxe 2
- Eequinoxe 5
- Rendez-vous 3
- Rendez-vous 2
- Oxygène 5
- Ron’s piece
- Rendez-vous 4

## Rendez-Vous Lyon
- 1986. október 5.
- Lyon, Franciaország
- Közönség: 800 000 ember

Jean-Michel Jarre szülővárosában II. János Pál pápa látogatásának tiszteletére rendezték az ingyenes koncertet.
A Rhône folyón keresztülhaladó lézersugarak és fényeffektek tették látványossá a koncertet. A házak falaira vetítettek illetve az elmaradhatatlan lézerhárfa is fontos szerepet kapott.
A koncertet VHS kazettán is kiadták, számai közül sokat használtak fel az In Concert Houston / Lyon koncertalbumhoz.
Számlista
- Ethnicolor
- Magnetic Fields 1
- Wooloomooloo
- Equinoxe 7
- Souvenir of China
- Equinoxe 5
- Rendez-Vous 3
- Rendez-Vous 2
- Rendez-Vous 6
- Rendez-Vous 4
- Rendez-Vous 4 (ráadás)

## Destination Docklands
- 1988. október 8–9.
- London, Anglia
- 200 000 eladott jegy

A koncertek alatt a már használaton kívüli Royal Victoria Dockoknál, szinte végig esett az eső, de a közönséget nem tántorította el attól, hogy megnézzék a látványos, ingyenes koncertet.
A látványtervek és a látvány fő része, Mark Fishernek köszönhető.
A London Kid című szám gitárszólóját Hank Marvinnal, a Shadows együttes gitárosával írták. A Rendez-vous 4-be is beugrott Hank Marvin, kicsit improvizálni. A lézerhárfa újabb variációja is megszólalt.
A September című szám Dulcie Evonne September (1935–1988) dél-afrikai apartheidellenes politikus előtt tiszteleg. A számot Mali kórusa énekli.
A koncerteket az NRJ Radio élőben közvetítette. A koncertről készült filmet, kiadták VHS kazettán.
Számlista
- Industrial Revolution Overture
- Industrial Revolution 1
- Industrial Revolution 2
- Industrial Revolution 3
- Equinoxe 5
- Ethnicolor
- Computer Weekend
- Les Chants Magnetiques 2
- Oxygène 4
- Equinoxe 7
- London Kid (Hank Marvinnal)
- Third Rendez-Vous (lézerhárfa)
- Tokyo Kid
- Revolutions
- Souvenir de Chine
- Rendez-Vous 2
- Rendez-Vous 4
- September
- Revolutions (ráadás)
- The Emigrant

## Destination Trocadero
- 1989. május 13.
- Place Du Trocadero, Párizs, Franciaország
- Közönség: 15 000 ember

Az Eiffel-torony megnyitásának 100. évfordulójára tartott ingyenes koncerten több résztvevő is szerepelt, köztük Jarre is aki az utolsó számot, a London Kidet, akárcsak az egy évvel azelőtt megjelent Revolutions lemezen, Hank Marvinnal adta elő.

## ParisLa Défense
- 1990. július 14.
- Párizs, Franciaország
- Közönség: 2,5 millió ember
- Jarre harmadjára kerül be a Guinness Rekordok Könyvébe

A koncert fő vonala az En attendant Cousteau albumra épül, melyet a legjobb számaiból való válogatással egészítettek ki. Az ingyenes koncertet városszerte hatalmas kivetítőkön lehetett nézni.
A koncertet az NRJ rádió és a TV5 is műsorára tűzte. Később kiadták VHS kazettán.
A La Défense negyed óriási irodaházaira vetítettek, fényjátékok és lézersugarak kíséretében, melyet tűzijátékok tettek még színesebbé és látványosabbá. Az elmaradhatatlan lézerhárfa legújabb változata is szerepelt a hangszerek repertoárjában.
Számlista
- Oxygène 4
- Equinoxe 4
- Equinoxe 5
- Souvenir of China
- Magnetic Fields 2
- Ethnicolor
- Ethni-transition
- Zoolookologie
- Revolutions
- Rendez-vous 2
- Calypso 2
- Calypso 3 (Fin de Siècle)
- Calypso
- Rendez-vous 4
- Calypso (remix)

## Swatch the World
A Swatch cég 100 millió Swatch óra eladását ünnepelte, ennek alkalmából Jarre 1992. szeptember 25-én és 26-án két ingyenes koncertet tartott a svájci Zermatt falucskában. A koncerten 100 000 ember vett részt. Az Une Alarme Qui Swingue, a Chronologie 4 erre az alkalomra remixelt változata volt a koncert fő témája, melyet kislemezen is megjelentettek.
Számlista
- Swatch Countdown
- Une Alarme Qui Swingue Overture
- Equinoxe 4
- Revolutions
- Zoolookologie
- Oxygène 4
- Magnetic Fields 2
- Rendez-Vous 2
- Une Alarme Qui Swingue

## Az elveszett város legendája
A Lost City Palace-ban, a Sun City üdülőhelyen, a Dél-afrikai Köztársaságban rendezték a koncertet. A három koncerten, 1992. december 1-jén, 2-án és 3-án, összesen 45 000-en vettek részt.
Számlista
- Lost City
- Eldorado
- Equinoxe 4
- Oxygène 4
- Magnetic Fields 2
- Volcanic Dance
- Wooloomooloo
- Rendez-Vous 2
- Rendez-Vous 4

## Koncert Európában
A Chronologie album bemutatóturnéjaként 1993-ban tartotta hatalmas stadionokban rendezett európai koncertkörútját, mely Mont-Saint-Michelben kezdődött, és Franciaországban is fejeződött be.
Összesen 660 000 ember vett részt a koncerteken. A lézerhárfa újabb változata is megszólalt.
A barcelonai koncertet VHS-en is kiadták, Concert en Europe címen. A koncerten elhangzott számokból jó néhány került a Hongkong dupla koncertalbumra.

### Állomások
- Július 28.: Mont-Saint-Michel, Franciaország
- Augusztus 1.: Lausanne, Svájc
- Augusztus 19.: Budapest, Magyarország
- Augusztus 24.: Brüsszel, Belgium, Atomium
- Augusztus 28.: London, Anglia, Wembley stadion
- Szeptember 1.: Manchester, Anglia
- Szeptember 5.: Marseille, Franciaország
- Szeptember 11.: Berlin, Németország, Waldbühne
- Szeptember 12.: Berlin, Németország, Waldbühne
- Szeptember 21.: Montauban, Franciaország
- Szeptember 24.: Versailles, Franciaország
- Szeptember 29.: Santiago de Compostela, Spanyolország
- Október 2.: Sevilla, Spanyolország
- Október 6.: Barcelona, Spanyolország
- Október 16.: Tours, Franciaország

Számlista
- Chronologie 1
- Equinoxe 4
- Chronologie 2
- Chronologie 3
- Chronologie 4
- Chronologie 5
- Digisequencer
- Chronologie 6
- Chronologie 7
- Magnetic Fields 2
- Chronologie 8
- Band in the Rain
- Oxygène 4
- Rendez-Vous 4
- Rendez-Vous 2
- Chronologie 4 (ráadás)

## Hongkong
1994. március 11-én, a hongkongi új stadion megnyitóján 50 000 ember vett részt.
Ebből készült egy koncertlemez is, Hongkong címmel.
A számok egy részének felvétele az európai koncertturnén készült, melyet szintén rátettek az albumra, így lett belőle dupla album.
Számlista
- Chronologie 2
- Equinoxe 4
- Souvenir of China
- Chronologie 4
- Oxygène 4
- Chronologie 6
- Chronologie 3
- Magnetic Fields 2
- Chronologie 8
- Digisequencer
- Band in the Rain
- Fishing Junks at Sunset
- Rendez-Vous 4
- Chronologie 4 (ráadás)

## Concert pour la Tolérance
1995-ben a tolerancia évében, július 14-én az Eiffel-torony előtt ünnepelték egyben a francia nemzeti ünnepet, az UNESCO 50. születésnapját és a tolerancia évét. A rendkívül jó hangulatú koncerten, amelyen szintén szerepelt a látványos lézerhárfa is, 1,25 millió ember vett részt.
Számlista
- Chronologie 6
- Revolutions
- Chronologie 3
- Equinoxe 7
- Souvenir of China
- Chronologie 4
- Magnetic Fields 1
- Ethnicolor
- Vivaldi Tribute
- Industrial Revolution
- Band in the Rain
- Oxygène 4
- Digisequencer
- Eldorado
- Calypso
- Rendez-Vous 4

## Festa Italiana
- 1995. szeptember 10.
- Piazza Vittorio Veneto, Torino, Olaszország
- Közönség: 300 000 ember

## Oxygène Tour
1997-ben az Oxygène album folytatása, az Oxygène 7-13 turnéjaként sportcsarnokokban lépett fel, leginkább az Oxygène albumok anyagával. A koncertkörút Toulonban kezdődött és Orléansban fejeződött be. Összesen 230 000 ember vett részt a koncerteken.

### Állomások
- Május 3.: Toulon, Franciaország, Le Zénith
- Május 7.: Koppenhága, Dánia, Valbyhallen
- Május 9.: Stockholm, Svédország, a gömb
- Május 10.: Oslo, Norvégia, Spektrum
- Május 11.: Göteborg, Svédország, Scandinavium
- Május 13.: Lipcse, Németország, Messehalle
- Május 14.: Berlin, Németország, Deutschlandhalle
- Május 16.: Hamburg, Németország, Sportshalle
- Május 17.: Hamburg, Németország, Sportshalle
- Május 18.: Stuttgart, Németország, Schleyerhalle
- Május 20.: Zürich, Svájc, AG Hallenstadion
- Május 22.: Bécs, Ausztria, Stadthalle
- Május 23.: München, Németország, Olympiahalle
- Május 24.: Oberhausen, Németország, aréna
- Május 25.: Frankfurt, Németország, Festhalle
- Május 27.: Geneva, Svájc, aréna
- Május 30.: Rotterdam, Hollandia
- Május 31.: Brüsszel, Belgium, Vorst Nationaal
- Június 4.: Glasgow, Skócia, SECC
- Június 6.: Birmingham, Anglia, NEC
- Június 7.: Manchester, Anglia, Nynex aréna
- Június 8.: London, Anglia, Wembley aréna
- Június 9.: London, Anglia, Wembley aréna
- Június 12.: Koppenhága, Dánia, Valbyhallen
- Június 14.: Oslo, Norvégia, Spektrum
- Június 17.: Helsinki, Finnország, Hartwall aréna
- Június 21.: Katowice, Lengyelország, Spodek aréna
- Június 22.: Prága, Csehország, Sportcsarnok
- Június 24.: Budapest, Magyarország, Sportcsarnok
- Június 26.: Milan, Olaszország, fórumi aréna
- Szeptember 6.: Moszkva, Oroszország, State University Hall
- Október 11.: Grenoble, Franciaország, Palais des sport
- Október 14.: Strasburg, Franciaország, Hall Rhenus
- Október 15.: Amneville, Franciaország, Galaxie
- Október 16.: Párizs, Franciaország, Le Zénith
- Október 17.: Lille, Franciaország, Le Zénith
- Október 18.: Caen, Franciaország, Le Zénith
- Október 20.: Orleans, Franciaország, Le Zénith

Számlista
- Oxygène 7
- Chronologie 6
- Equinoxe 7
- Magnetic Fields 1
- Oxygène 6
- Oxygène 10
- Oxygène 4
- Oxygène 11
- Souvenir of China
- Oxygène 2
- Magnetic Fields 2
- Oxygène 5
- Oxygène 8
- Oxygène 12
- Revolutions
- Equinoxe 4
- Oxygène 13

## Oxygène Moszkvában
- 1997. szeptember 6.
- Moszkva, Oroszország
- Közönség: 3,5 millió ember
- Negyedjére kerül be a Guinness Rekordok Könyvébe

Moszkva 850. születésnapjára tartott ingyenes koncertet a Lomonoszov Egyetem előtti téren. Az eseményt, Mark Fisher gigantikus díszlete tette még látványosabbá.
A Sovenir De Chine című számát, Diána walesi hercegné emléklének ajánlotta, akivel baráti kapcsolatot ápolt.
A koncert VHS kazettán megjelent 1998-ban. 2000-ben pedig DVD-n Brazíliában és az Amerikai Egyesült Államokban.
Számlista
- Rendez-Vous 2
- Ethnicolor
- Equinoxe 7
- Chronologie 6
- Magnetic Fields 1
- Oxygène 11
- Souvenir of China
- Equinoxe 4
- Oxygène 7
- Oxygène 10
- Oxygène 2
- Magnetic Fields 2
- Oxygène 4
- Chronologie 4
- Oxygène 8
- Oxygène 12
- Revolutions
- Rendez-Vous 4
- Oxygène 13

## France Festival Tokyo
- 1998. április 29–30.
- France Festival, International Exhibition Centre, Tokió, Japán
- Közönség: 1000 ember

## Nuit Électronique
- 1998. július 14.
- Párizs, Franciaország
- Közönség: 600 000 ember

Az ingyenes koncert az 1998-as labdarúgó-világbajnokság záróeseménye volt, az Eiffel-toronynál, melyet Franciaország rendezett és a francia csapat nyert meg.
A koncert hanganyaga CD-n, Paris Live Rendez-Vous 98 Electronic Night címen megjelent Japánban, a TK 1998 Latest Works Tetsuya Komuro boxset részeként.
A koncertről kicsit megosztott a Jarre-rajongók véleménye. Jarre eredeti stílusához képest a koncerten a dance, techno stílusú átdolgozások szerepeltek, melyek alapanyaga az éppen előtte megjelent Odyssey Through O2 remixalbumon szerepel.
Számlista
- Rendez-Vous '98 (@440 Remix)
- Together Now Instrumental
- Together Now (Parlez-Vous Français Mix)
- Oxygène 7 (DJ Cam remix)
- Oxygène in the Ghetto
- Eldorado / UNESCO Theme Japan
- Oxygène 8 Hani's Oxygène 303
- Paris Underground
- Oxygène 13 (TK Remix)
- Oxygène 10 (@440 remix dub)
- Oxygène 10 Resistance D Treatment
- Oxygène 8 Sunday Club
- Oxygène 12 (Claude Monnet remix)
- Revolutions
- Rave-O-Lution

## Jarre@ iMac night Apple Expo
- 1998. szeptember 18.
- Paris Expo, Porte De Versailles, Franciaország
- Hallgatóság: 6000 ember

Szponzora az Apple Inc., a koncert célja az iMac reklámozása volt. A koncertet 3D-s szemüveggel lehetett nézni.
Számlista
- Oxygène 10 Trancengenics 1
- Chronologie 6
- Oxygène 8 Hani's Oxygène 303
- Paris Underground
- Souvenir of China
- Equinoxe 4
- Oxygène 10 Resistance D Treatment
- Oxygène 8 Sunday Club
- Oxygène 2
- Oxygène 11
- Oxygène 12
- Revolutions
- Oxygène 13

## The Twelve Dreams of the Sun
- 1999. december 31.–2000. január 1.
- Gízai piramisok, Egyiptom
- Hallgatóság: 120 000 ember

A Nap tizenkét álma koncert két részből állt, a Főkoncert és a Napkelte-koncert.
A koncert körülbelül 9,5 millió dollárba került. Jean-Michel Hoszni Mubárak egyiptomi elnöknek egy különleges projekt terveit mutatta be. Az új évezred megünneplését a gízai piramisok lábainál tervezte.
A koncert látványtervei és a megvalósítás, Mark Fisher munkája volt.
Az ötletek szerint a piramisok oldalát óriás kivetítőként használták volna fel, de a műemlékvédelem tiltakozására illetve mivel a sűrű hajnali köd nehezen láthatóvá tenné a látványt, a vetítés legnagyobb részének az ötletét elvetették. A koncert részleteit élőben is közvetítették a TV-állomások világszerte, köztük a Magyar Televízió 2-es csatornája is az első néhány számot.
Az 50 méter hosszú színpadon a fellépők között volt még: Laurie Anderson, Natacha Atlas (énekes), Yvan Cassar (szintetizátorok), Joachim Garraud (szintetizátorok), Amal Maher (énekes), Christopher Papendieck (szintetizátorok), Francis Rimbert (szintetizátorok), Gary Wallis (dob), Kairói Opera Szimfonikus Zenekara, Kairói Opera Házikórusa, Asszuáni Folklór Társulat, Nílus Folklór Társulat, Nemzeti Arab Együttes, Nemzeti Folklór Társulat valamint 1000 táncos.
A koncert elején a fennsíkot, a dombokról több száz lámpával bevilágító táncos vette körül, akik az Oxygène 4 szám alatt pingvinnek öltözve járkáltak a közönség körül a sivatag homokjában. A Revolutions című számot Evolutionsra kellett átnevezni, a szex szót pedig el kellett tüntetni a szövegből, mert ezek Egyiptomban tiltva vannak.
A hajnali koncert az első napi közös ima után kezdődött. A koncert köré egész eseménysorozat épült, folklór és történelmi jellegű előadásokkal, bemutatókkal.
A koncertet az M6 televízió közvetítette.
Számlista
1. rész: 1999. december 31. 22:30–01:00
- A Legenda
- Bells
- Je Me Souviens

1. álom: A Szikla
- Miss Moon
- Oxygène 2

2. álom: A Ház
- Chronologie 6

3. álom: A Fa
- Equinoxe 7
- Magnetic Fields 2

4. álom: A Hajó
- Millions of Stars

5. álom: A Hús
- Souvenir of China
- Oxygène 10

6. álom: A Hang
- Um Kulthoum emlékére

7. álom: Az Égbolt
- Hey Gagarin

8. álom: A Gyermek
- Gloria
- Millenium Countdown
- C'est La Vie
- Salma ya Salama

9. álom: A Harang
- Equinoxe 4

10. álom: A Hó
- Oxygène 4
- Tout est Bleu

11. álom: A Vér
- Evolutions
- Oxygène 12

12. álom: A Kapu
- Give Me a Sign
- Oxygène 8
- Band in the Rain
- Rendez-vous 2

2. rész: 2000. január 1. 05:30–06:40
- Ethnicolor
- Oxygène 7
- C'est La Vie
- The Sun
- Hey Gagarin
- Eldorado

## Métamorphoses Showcase
Új albuma, a Métamorphoses megjelenésének napján, 2000. január 31-én Jarre a párizsi Man Ray klubban mutatta be lemezét, 400 néző előtt.
Számlista
- Je me Souviens
- Hey Gagarin
- Millions of Stars
- C'Est la Vie
- Miss Moon
- Bells
- Rendez-vous à Paris
- Tout Est Bleu
- Give Me a Sign
- Gloria, Lonely Boy

## Rendez-Vous in Space
2001. január 1-jén, Komuro „TK“ Tecujával lépett fel, Arthur C. Clarke közreműködésével, hogy megünnepeljék a 21. század kezdetét, Okinava-szigetén, Japánban, 20 000-es közönséggel a Ginowan Seaside Park-ban. A koncerten közösen szerzett, teljesen új számok voltak terítéken.
Számlista
- Overture 1 – Theme of 2001
- Overture 2
- The Voyage
- My Name is Arthur (Arthur C. Clarke közreműködésével)
- Children of Space
- Nobody
- Rendez-Vous in Space
- Race in Space

## Hymn to the Akropolis
2001. június 19-én és 20-án, a Herodes Atticus színházban, az Akropolisz mellett adott koncerteket összesen 15 000-es közönségnek. Az Akropolis című számot erre az alkalomra szerezte.
A koncert látványossa nagyrészt Mark Fisher-nek köszönhető.
A második koncertet az NRJ Rádió és az M6 televízió közvetítette.
Számlista
- Oxygène 4
- Oxygène 2
- Equinoxe 4
- Magnetic Fields 2
- Je Me Souviens
- Chronologie 3
- Oxygène 8
- Magnetic Fields 1
- Ethnicolor (csak az első koncerten)
- Four Seasons (Vivaldi Tribute)
- Gloria Lonely Boy
- Oxygène 13
- Souvenir of China
- Equinoxe 7
- Chronologie 6
- Rendez-Vous 2
- Oxygène 12
- Revolutions
- Akropolis
- Rendez-Vous 4

## Le Printemps de Bourges
A minden évben megrendezett tavaszi fesztivál fellépője volt 2002-ben.
100 fős közönség hallgatta a teljesen új számokat, néhány átdolgozott régi szám kíséretében.
2006-ban a koncert anyaga, néhány új számmal kiegészítve, megjelent CD-n, Printemps de Bourges Live 2002 címmel.
Számlista
- AOR Bleu
- Métamorphoses
- Bourges 1
- Bourges 2

## Aero – Tribute to the Wind
A dániai Aalborg városa melletti Gammel Vraa Enge Szélerőmű Parkban 2002. szeptember 7-én megrendezett koncerten 35 000-en vettek részt.
A dán Safri Duo együttes az Aero című számban működött közre, ami egyébként a Printemps de Bourges koncerten már szerepelt. A Rendez-Vous 4 című számot remixváltozatban, közösen adták elő.
Több tv-csatorna közvetítette a koncertet, amely alatt komoly esőzés kezdődött.
Számlista
- AERO Introduction"
- Oxygène 4
- Chronologie 6
- Oxygène 2
- Equinoxe 4
- Magnetic Fields 2
- Millions of Stars
- Equinoxe 7
- Magnetic Fields 1
- Oxygène 8
- Souvenir of China
- Light My Sky
- Oxygène 12
- Rendez-Vous 2
- Aero
- Rendez-Vous 4
- Oxygène 13

## Live in Beijing
2004. október 10-én, a kínai francia kulturális év megnyitójaként, Pekingben, adott koncertet 15 000-es közönségnek. A koncert első része a Tiltott Városban, a második a Tienanmen téren zajlott.
A számokat, az AERO album-ról illetve AERO album-os változatban adta elő.
Az 5.1.-ben rögzített illetve több tv-csatorna által HD minőségben sugárzott műsor fellépői voltak még: Patrick Rondat gitáros, A Pekingi Szimfonikus Zenekar 85 zenésszel, a Kínai Nemzeti Zenekar 65 zenésszel, valamint a Kínai Nemzeti Opera Kórusa 60 énekessel. Felléptek még tradicionális kínai zenét játszó folkegyüttesek.
A teljes koncert, extrákkal megjelent dupla DVD-n, CD kíséretében, Jarre in China címmel.
Számlista
- Ouverture France-Chine (Gloria, Lonely Boy)
- Forbidden City
- Aero
- Oxygène 2
- Oxygène 4
- Geometry of Love
- Band in the Rain
- Equinoxe 4
- Voyage à Pékin
- Chronologie 6
- Zoolookologie
- Aerozone
- Aerology
- Chronologie 3
- Vivaldi "Summer"
- Fishing Junks at Sunset
- Rendez-Vous 4
- Souvenir of China
- Rendez-Vous 2
- Aerology Neimo Remix
- La Foule
- Tiananmen
- Oxygène 13

## Once Upon a Time
- 2005. április 2.
- Koppenhága, Dánia, Parken Stadion
- Közönség: 28 000 ember

Hans Christian Andersen születésének 200. évfordulójára rendezett emlékműsoron az UNESCO Jótékonysági nagyköveteként lépett fel és adta elő Rendez-Vous 2 című számát.

## Salle des Étoiles
2005. augusztus 6-án és 7-én két minikoncertet adott a monacoi Sporting Monte Carlo Casinóban, a kaszinó nyári fesztiváljának részeként. Az első koncerten 1500, a másodikon 1100 néző volt.
Számlista
- "Oxygène 2"
- "Aero"
- "Band in the Rain"
- "Oxygène 4"
- "Souvenir of China"
- "Aerology"
- "Equinoxe 3"
- "Equinoxe 4"
- "Geometry of Love"
- "Zoolookologie"
- "Aerozone"
- "Chronologie 6"
- Vivaldi Tribute
- "Rendez-Vous 2"
- "Oxygène 12"
- "Oxygène 13"

## Space of Freedom
- 2005. augusztus 26.
- Gdańsk, Lengyelország
- Közönség: 170 000 ember

A Solidarność 25. évfordulójára rendezték a gigakoncertet, a Nobel-békedíjas és a Solidarność vezetője, Lech Wałęsa részvételével, a Gdanski hajógyárban, ahol a Solidarność mozgalom létrejött.
A belépőjegyes koncerten 170 000-en vettek részt, valamint több millióan követték a lengyel televízión keresztül a koncertet. Közreműködött Patrick Rondat, a Lengyel Frederick Chopin Filharmonikus Zenekar, a Gdanski Egyetem kórusa. A koncert megjelent DVD-n egy CD lemez kíséretében.
A Mury című szám a lengyel munkások tiszteletére készült. Két számot II. János Pál pápa emlékére ajánlott, akivel többször is találkozott és jó kapcsolatot ápolt.
Számlista
- Shipyard Overture (Industrial Revolution)
- Oxygène 2
- Chopin Memories
- Aero
- Oxygène 4
- Souvenir
- Geometry of Love
- Equinoxe 4
- Space of Freedom (23th March)
- Aerology
- Chronology 2
- Speech by Lech Walesa
- Tribute to Mury
- Chronology 6
- Oxygène 8
- Light My Sky
- Acropolis (II. János-Pál pápa tiszteletére)
- Rendez-Vous 2 (II. János-Pál pápa tiszteletére)
- Vivaldi "Summer-Presto"
- The Emigrant (Lengyelország tiszteletére)
- Oxygène 12
- Rendez-Vous 4
- Solidarność(Oxygène 13) (a lengyel hajógyári munkások tiszteletére)
- Aerology Remix

## LinX Live Event
2005. szeptember 10.
- Alfacam studios, Lint, Belgium
- Közönség: 1000 ember

A koncert az Eurocam Media Centre megnyitója alkalmából jött létre.

## Víz az életért
- 2006. december 16.
- Merzouga (Szahara), Marokkó
- Közönség: 15000 ember

A koncertet, az UNESCO kampánya részeként, mint UNESCO jótékonysági nagykövet szervezte Jarre, hogy felhívja a figyelmet az ivóvíz fontosságára és hiányára, több országban illetve, hogy míg a fejlett országokban az ivóvizet pazaroljuk, sok elmaradottab országban rengeteg utat kell megtenni naponta a lakosoknak, hogy rendes ivóvízhez jussanak.
A legjobb helybéli muzsikusok csatlakoztak a színpadon a csapathoz: Abdellah El Miry, Ahmed Alaoui, Gnawa Maaster, Hamid Elikasri és zenekara, Hadji Younes, Saida Charaf, B’net, Charaf és Táncosai illetve az Alizées Kórus, az Arab Modern Zene Casablancai Zenekara és a Marokkói Filharmonikus Zenekar.
A sivatag dűnéi között állították fel a színpadot és a hatalmas kivetítőket.
A Revolutions (Forradalmak) című szám szövegét Education (Oktatás)-ra változtatták.
Számlista
- Intro Saturee
- Furulyaszóló + Oxygène 2
- Miss Moon
- Oxygène 7
- Space Of Freedom (March 23)
- Chronologie 6
- Millions OF Stars
- Oxygène 4
- Education (Revolution, Revolutions verzió)
- Gagarin (Hey Gagarin)
- Light My Sky
- Oxygène 12
- Chronologie 2
- C’est La Vie
- Theremin Memories + Souvenir de Chine
- Unesco Theme (Eldorado)
- Rendez – Vous 4
- Rendez – Vous 2

## Téo & Téa showcases
- 2007. március 28.: Alfacam studios, Lint, Belgium.
- 2007. április 15.: Queen Club, Párizs, Franciaország.
- 2007. május 20.: VIP Room, Cannes, Franciaország.

A Téo & Téa lemez bemutatókoncertjei, melyek közül a belgiumin Dutch DJ Tim Hüfken is közreműködött.
Számlista
- Fresh News
- Téo & Téa
- Partners in Crime pt. 2
- Chatterbox
- Vintage
- Melancholic Rodeo
- Téo & Téa 4 AM
- Téo & Téa 6 AM

## Oxygène 30th Anniversary Tour
2007. szeptember 19-én újra felvették az Oxygène című albumot, az album megjelenésének 30. évfordulója alkalmából, 3D-s kamerákkal a belgiumi Alfacam stúdióban, melyet kiadtak 3D-s és 2D-s változatban DVD-n, 3D-s szemüvegekkel kiegészítve, Oxygène – New Master Recording címmel. Régi számait, új effektekkel tarkította, illetve új összekötő számokkal egészítette ki.
10 koncertet adott Párizsban december 12-26-ig a Marigny színházban, a Champs-Élysées-n, koncertenként 1000 látogatóval. 2008-ban európai turnéval folytatódott a koncertsorozat:
A koncerten egy óriási megdöntött tükör helyezkedett el a színpad fölött, így a közönség jól láthatta a szintetizátor és hangszer arzenált illetve az azokon játszott dallamokat.
- Március 1.: Milánó, Palazzo Del Ghiaccio (meghívás az ékszerkiállítás alkalmából)[1]
- Március 16.: Glasgow, UK, Royal Concert Hall
- Március 18. és 19.: Dublin, Írország, National Concert Hall
- Március 22.: München, Németország, Philharmonie
- Március 24.: Brüsszel, Belgium, Royal Theatre
- Március 25.: Amszterdam, Hollandia, Carré
- Március 27.: Birmingham, UK, Symphony Hall
- Március 28.: Manchester, UK, Opera House
- Március 30.: London, UK, Royal Albert Hall
- Április 1. és 2.: Koppenhága, Dánia, Falconer Salen
- Április 4.: Stockholm, Svédország, Circus
- Április 6.: Hamburg, Németország, CCH1
- Április 7.: Berlin, Németország, Friedrichstadtplast
- Április 9.: Aarhus, Dánia, Musikhuset
- Április 10.: Skive, Dánia, Kulturcenter Limfjord
- Április 12.: Oslo, Norvégia, Konserthus
- Április 15.: Frankfurt, Németország, Alte Oper
- Április 17.: Luxemburg, Rockhal Esch/Alzette
- Április 21.: Barcelona, Spanyolország, Liceu
- Április 22.: Madrid, Spanyolország, Campo Naciones
- Április 23.: Valladolid, Spanyolország, Miguel Delibes Színház
- Április 25.: Lisszabon, Portugália, Coliseu
- Április 29.: Salamanca, Spanyolország, Gamerco
- Május 3.: Zürich, Svájc, AG Hallenstadion
- November 5.: Róma, Olaszország, Gran Teatro
- November 6.: Milánó, Olaszország, Teatro Arcimboldi
- November 7.: Ljubljana, Szlovénia, Hala Tivoli 2
- November 8.: Belgrád, Szerbia, Belgrade Arena
- November 10.: Bukarest, Románia, Sala Polivalenta Hall
- November 12.: Budapest, Magyarország, Papp László Sportaréna
- November 13.: Prága, Csehország, O2 Arena
- November 17.: Moszkva, Oroszország, Kreml-palota
- November 19.: Szentpétervár, Oroszország, BKZ Oktyabrsky
- November 21.: Moszkva, Oroszország, Kreml-palota
- November 23.: Riga, Lettország, Arena Riga
- November 25.: Vilnius, Litvánia, Seimens Arena
- November 28.: Pozsony, Szlovákia, Pasienky Sports Hall
- November 29.: Kassa, Szlovákia, Steel Arena
- December 1: Varsó, Lengyelország, Torwar

Számlista
- Instruments Introduction/Tuning
- Prelude
- Oxygène 1
- Oxygène 2
- Oxygène 3
- Variation I
- Oxygène 4
- Variation II
- Oxygène 5
- Variation III
- Oxygène 6
- Variation IV
- Oxygène 12
- Oxygène 13

néhány koncerten ráadás:
- Oxygéne 4

## In-Doors Arena Tour
2009-ben, újra turné, melyen a leghíresebb számaiból hallhattak válogatást a résztvevők.
A koncertet lézer és fény koreográfia színesítette, valamint a lézerhárfa is megjelent a hangszerek repertoárjában.
A turné állomásai:
- Május 4.: Debrecen, Magyarország, Debreceni Főnix Csarnok
- Május 5.: Ostrava, Csehország, CEZ Arena
- Május 6.: Wrocław, Lengyelország, Hali Stulecia
- Május 8.: Aarhus, Dánia, Atletion NRGi Arena
- Május 9.: Herning, Dánia, Den Runde Hal @ MCH Messecenter
- Május 11.: Malmö, Svédország, Malmö Arena  Archiválva 2009. április 1-i dátummal a Wayback Machine-ben
- Május 12.: Göteborg, Svédország, Scandinavium  Archiválva 2009. április 1-i dátummal a Wayback Machine-ben
- Május 13.: Oslo, Norvégia, Spektrum
- Május 14.: Stockholm, Svédország, Hovet  Archiválva 2016. szeptember 29-i dátummal a Wayback Machine-ben  Archiválva 2009. április 1-i dátummal a Wayback Machine-ben
- Május 16.: Helsinki, Finnország, Hartwall Arena
- Május 20.: Glasgow, UK, Clyde Auditorium @ SECC
- Május 22.: London, UK, Wembley Arena    Archiválva 2008. július 27-i dátummal a Wayback Machine-ben
- Május 23.: Manchester, UK, Evening News Arena   Archiválva 2008. július 27-i dátummal a Wayback Machine-ben
- Május 24.: Birmingham, UK, National Indoor Arena
- Május 26.: Amszterdam, Hollandia, Heineken Music Hall
- Május 27.: Brüsszel, Belgium, Vorst Nationaal
- Május 30.: Zürich, Svájc, AG Hallenstadion

Számlista
- Industrial Revolution 2
- Magnetic Fields 1
- Equinoxe 7
- Oxygène 2 (Theremin Intro-val)
- Oxygène 12
- Rendez-vous 3 (Lézerhárfa)
- Souvenir Of China
- Magnetic Fields 2
- Oxygène 5
- Variation 3
- Equinoxe 4
- Equinoxe 5
- Chronologie 6
- Chronologie 2
- Calypso 3 (Fin de Siécle)
- Oxygène 4
- Rendez-vous 2

néhány koncerten ráadás:
- Industrial Revolution 2
- Oxygène 4

## Tour 2010 / 2011
2010-ben a sikeres koncertsorozat folytatódik, melyen a leghíresebb számaiból hallható válogatást módosította illetve kiegészítette.
A koncert látványosságát fokozták, sokkal több lézerrel és fényeffektussal, a lézerhárfa szintén szerepelt a turnén.
Az óriás kivetítőre, erre az alkalomra készített klipeket vetítettek.
Számlista
- Countdown
- Oxygène 1
- Oxygène 2
- Magnetic Fields 1
- Equinoxe 7
- Equinoxe 5
- Rendez-vous 3 (Laser Harp)
- Magnetic Fields 2
- Souvenir Of China
- Oxygène 5
- Variation 3
- Theremin Piece
- Equinoxe 4
- Statistics Adagio
- Industrial Revolution 2
- Rendez-vous 2
- Rendez-vous 4
- Chronologie 6
- Chronologie 2
- Oxygène 4
- Oxygène 12
- Calypso 3 (Fin de Siecle)

## Hercegi esküvő
2011. július 1-jén, II. Albert monacói herceg és Charlene Wittstock esküvője alkalmából tartott ingyenes koncertet mint a herceg jóbarátja. A monacoi Herkules kikötőben, 85 000-en vettek részt, a koncerten, együtt ünnepelve a házaspárt.
Számlista
- Countdown
- Chronologie 1
- Oxygène 2
- Magnetic Fields 1
- Equinoxe 5
- Rendez-vous 3 (lézerhárfa)
- Magnetic Fields 2
- Souvenir Of China
- Oxygène 4
- Oxygène 5
- Variation 3
- Theremin Piece
- Equinoxe 4
- Industrial Revolution 3
- Rendez-vous 2
- Vintage
- Chronologie 2
- Wedding March
- Chronologie 4
- Calypso 3 (Fin de Siecle)
- Rendez-vous 4
- Vintage (ráadás)